# Německé volby do říšského sněmu 1932 (listopad)
Německé federální volby konané 6. listopadu 1932 byly v pořadí osmé volby do říšského sněmu Výmarské republiky. Jednalo se o poslední demokratické volební klání v Německu před převzetím moci nacisty. Hitlerova NSDAP zůstala nejsilnější stranou, ale v porovnání s červencovými volbami ztratila přes 4 % hlasů. Druhou nejsilnější stranou zůstali sociální demokraté, na které se na rozdíl 21 křesel dotáhli komunisté.

## Předcházející události
V roce 1929 zasáhla svět Velká hospodářská krize a německá vláda pod tíhou hroutícího se hospodářství začala vydávat úsporná opatření. Vládnoucí sociální demokraté a lidovci se ale neshodli, jak v krizi postupovat, a v březnu 1930 se vládnoucí koalice kancléře Müllera rozpadla. Tím skončila poslední skutečně demokratická vláda Výmarské republiky. Od té doby vládly tzv. prezidentské kabinety. Prezident Hindenburg jmenoval kancléřem Heinricha Brüninga z Centra, který sestavil menšinovou vládu. Brüningův kabinet následně vládl pomocí prezidentských dekretů, díky kterým nemusel žádat o schválení zákonů říšský sněm, ale pro platnost stačil prezidentský podpis. Sněm mohl dekret zrušit, ale potřeboval k tomu většinu hlasů poslanců. V následných volbách v září 1930 výrazně posílili nacisté a sociální demokraté zvolili jako nejmenší zlo pokračování tolerance Brüningovy vlády.
Vládě se po volbách nedařilo vypořádat s hospodářskou krizí, a tak byl Brüning prezidentem Hindenburgem v dubnu 1932 odvolán a nahrazen Franzem von Papenem. Prezidentovi spojenci vyjednali s nacisty podporu menšinové vlády výměnou za opětovné povolení jednotek SA a brzkým vypsáním nových voleb. Volby do sněmu v červenci 1932 skončily jednoznačným vítězstvím nacistů, kteří téměř dosáhli na absolutní většinu ve sněmu. Jejich koaliční jednání s katolickými stranami (Z, BVP) neslavila úspěch, ale s pomocí hlasů Centra dosadili na post prezidenta říšského sněmu nacistu Göringa. Další koaliční jednání skončila na mrtvém bodě. Menšinový kabinet kancléře Papena, který se opíral podporu prezidenta Hindenburga, měl v povolebním sněmu mizivou podporu. Kancléř se pokusil vládnout jako doposud pomocí prezidentských nouzových dekretů, ale při hlasování v září 1932 sněm dekrety v poměru 513 k 42 zrušil a zároveň vyslovil nedůvěru vládě. Sněm byl prezidentem rozpuštěn a nové volby vypsány na listopad 1932.

### Volební kampaň
Podzimní kampaň se výrazně lišila od násilné a emotivní kampaně z jara téhož roku, při které zemřelo téměř sto lidí. Nedocházelo již ke střetům a bojůvkám mezi polovojenskými organizacemi nacistů a komunistů. Zesílila pouze kampaň komunistů proti sociálním demokratů, které obviňovali ze sociálního fašismu. Nejvýznamnější událostí před volbami se stala stávka pracovníků veřejné dopravy v Berlíně, kterou zorganizovali těsně před volbami za podpory nacistů komunisté.

## Volební výsledky
K volbám v listopadu 1932 přišlo o 1,4 miliónu méně lidí než ve stejný rok v červenci. Důvodem byla hlavně únava voličů z mnoha předešlých voleb (za poslední tři roky šli Němci volit jen do sněmu třikrát). Nacisté se sice opět stali dominantní silou ve sněmu se 196 křesly, v porovnání s předchozími volbami ale měli o 2 milióny voličů méně. S největší pravděpodobností doplatili spolupráci s komunisty při zmíněné stávce v Berlíně a mnohým voličům ze střední třídy se příčily výbuchy politického násilí mezi polovojenskými skupinami. Samotní nacisté byli z výsledků velice zklamaní, protože jejich zdánlivě nezastavitelný vzestup dostal výraznou ránu. Ekonomika se začala pomalu zotavovat z probíhající krize a reálně hrozila postupná de-radikalizace voličů a jejich odliv od strany. Nacisté si toho byli vědomi. K tomu všemu vrcholil mocenský boj uvnitř strany mezi Adolfem Hitlerem a Gregorem Strasserem.
Ztratili i sociální demokraté, kterým přebrali voliče komunisté. Obě levicové strany po volbách dělilo pouze 21 křesel. Levice měla po volbách opět více hlasů než nacisté, vzájemná zášť ale neumožňovala spolupráci. S výsledky voleb mohli být spokojeni především nacionalisté z DNVP, kteří přetáhli hlasy od nacistů a ukončili svůj propad trvající od roku 1928. Nacionalisté jako jedni z mála podporovali Papenův vládnoucí kabinet a těžili z vládní politiky vedoucí k prvním známkám hospodářského oživení.

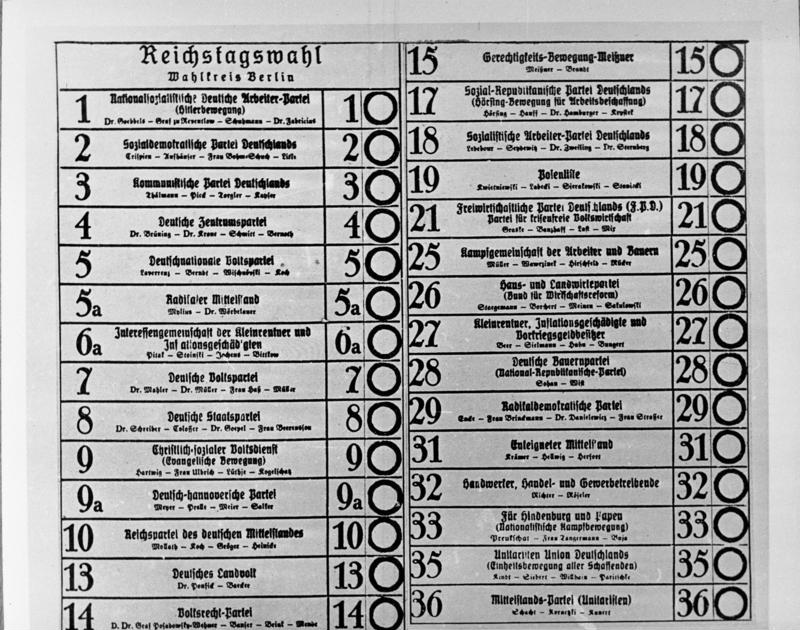
Dobový volební lístek; číslo 1 NSDAP, číslo 2 SPD, číslo 3 KPD

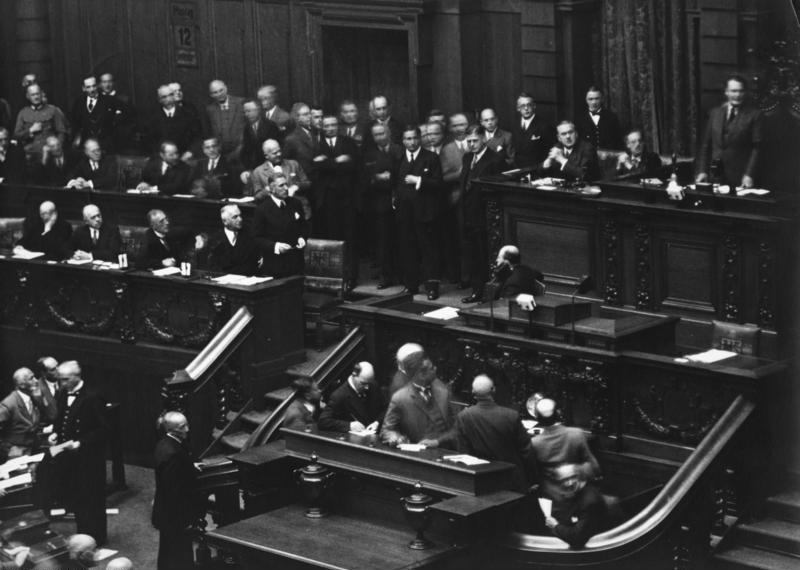
Zasedání sněmu 12. září 1932 (vlevo stojí kancléř Papen, vpravo nahoře stojí prezident směnu Göring

| Politická strana | Politická strana                                      | Hlasy v % (změna) | Hlasy v % (změna) | Mandáty (změna) | Mandáty (změna) |
| ---------------- | ----------------------------------------------------- | ----------------- | ----------------- | --------------- | --------------- |
|                  | Národně socialistická německá dělnická strana (NSDAP) | 33,1%             | ▼ -4,2            | 196             | ▼ -34           |
|                  | Sociálnědemokratická strana Německa (SPD)             | 20,4%             | ▼ -1,2%           | 121             | ▼ -12           |
|                  | Komunistická strana Německa (KPD)                     | 16,9%             | ▲ +2,6%           | 100             | ▲ +11           |
|                  | Centrum (Z)                                           | 11,9%             | ▼ -0,5%           | 70              | ▼ -5            |
|                  | Německá národně lidová strana (DNVP)                  | 8,3%              | ▼ +2,6%           | 51              | ▲ +15           |
|                  | Bavorská lidová strana (BVP)                          | 3,1%              | ▬ ±0              | 20              | ▼ -2            |
|                  | Německá lidová strana (DVP)                           | 1,9%              | ▬ ±0              | 11              | ▼ -2            |
|                  | Křesťanská sociální služba (CSVD)                     | 1,1%              | ▲ +0,1%           | 5               | ▲ +2            |
|                  | Německá rolnická strana                               | 0,4%              | ▬ ±0              | 3               | ▲ +1            |
|                  | Německá státní strana (DStP)                          | 1,0%              | ▬ ±0              | 2               | ▼ -2            |
|                  | Zemědělská liga                                       | 0,3%              | ▬ ±0              | 2               | ▬ ±0            |
|                  | Říšská strana německé střední třídy (WP)              | 0,3%              | ▼ -0,1%           | 1               | ▼ -1            |
|                  | Německo-hannoverská strana (DHP)                      | 0,2%              | ▲ +0,1%           | 1               | ▲ +1            |
|                  | Durynská zemědělská liga                              | 0,2%              | ▬ ±0              | 1               | ▲ +1            |
|                  | Ostatní                                               | 0,9%              | ▲ +0,3%           | 0               | ▼ -2            |
| Celkem           | Celkem                                                | 100,0%            |                   | 584             | -24             |

## Sestavování vlády
Volby v červenci 1932 skončily volebním patem a ty listopadové nedopadly o moc lépe. Většinu v parlamentu držely proti-parlamentní strany (nacisté, nacionalisté a komunisté) a očekávalo se, že Papenovu vládu opět říšský směn přehlasuje. Kancléř tedy navrhl prezidentovi rozpustit parlament, ale nevypisovat nové volby. Vznikla by dočasná diktatura, která by existovala, dokud by se situace neuklidnila. S tím nesouhlasil tehdejší ministr obrany generál Schleicher s obavami před vypuknutím občanské války. Schleicher doufal ve vítězství umírněného křídla NSDAP vedeného Strasserem nad Hitlerovými radikály a počítal i s podporou umírněných odborových svazů. Hindenburg s Schleicherovým návrhem souhlasil a nahradil 2. prosince 1932 Papena na pozici kancléře právě jím. Generál se pokusil o sestavení vlády a nabídl nacistovi Strasserovi pozici vicekancléře s domněnkou, že levicově smýšlející nacisté jeho vládu podpoří. Jeho plány však překazili váhající odboráři a především vypuzení Strassera z NSDAP.
Papen po svém odvolání opakovaně navštívil prezidenta Hindenburga, který brzy vystřízlivěl z Schleicherových slibů. Dne 9. ledna 1933 se dohodli na společné taktice proti generálu Schleicherovi a 22. ledna 1933 přišel Papen s návrhem na vládu, kde by byl Hitler kancléř a Papen by zastával funkci vicekancléře. Mylně se domníval, že politicky nezkušeného Hitlera dokáže ovládat. O den později přednesl Papen návrh Hitlerovi zatímco Schleicherova vláda se pokoušela vyhlásit výjimečný stav. Po jeho zamítnutí ze strany prezidenta Schleicher 28. ledna 1933 rezignoval. Prezident pověřil Papena sestavením nové vlády a ten se 29. ledna setkal s Hitlerem a Göringem, kde byl návrh nacisty odsouhlasen. Prezident Hindenburg, který dříve sliboval, že Hitlera nikdy nejmenuje kancléřem, tak učinil 30. ledna 1933. Hitlerovu vládu tvořili tři nacisté (Hitler, Göring a Frick) a osm konzervativců blízkých Papenovi. Hitler jako kancléř následně požádal prezidenta Hindenburga o rozpuštění sněmu a vypsání nových voleb. Prezident mu vyhověl a nové volby byly vypsány na březen 1933. Byly už ale ve stínu vznikající nacistické diktatury.

### Přehled vlád
- Kabinet K. von Schleichera (-) koalice nestraníků a DNVP (3. prosinec 1932 — 30. leden 1933)
- Kabinet A. Hitlera (NSDAP) koalice NSDAP, DNVP a nestraníci (30. leden 1933 - 30. duben 1945)